# Mary Bowes-Lyon
Mary Frances Bowes-Lyon (30 août 1883 - 8 février 1961), est une tante maternelle et marraine d'Élisabeth II.

## Jeunesse
Elle est née Lady Mary Frances Bowes-Lyon le 30 août 1883 à Angus, en Écosse, de Claude Bowes-Lyon, 14e comte de Strathmore et Kinghorne et Cecilia Nina Cavendish-Bentinck. Elle est une sœur aînée d'Elizabeth Bowes-Lyon, reine consort du Royaume-Uni (plus tard la reine mère).

## Vie privée
Elle épouse Sidney Buller-Fullerton-Elphinstone (16e Lord Elphinstone) (1869–1955) le 24 juillet 1910 à Westminster. Lord Elphinstone hérite de vastes domaines, dont certains appartenaient à la famille depuis le règne du roi David II d'Écosse. Il est gouverneur de la Bank of Scotland, Lord Clerk Register of Scotland et Keeper of the Signet et Lord High Commissioner de l'Église d'Écosse. Le couple a cinq enfants :
- Mary Elizabeth Elphinstone (1911-1980), qui est une demoiselle d'honneur au mariage du prince Albert et d'Elizabeth Bowes-Lyon en 1923[3] ;
- John Elphinstone (17e Lord Elphinstone) (en) (1914-1975) ;
- Jean Constance Elphinstone (1915-1999), qui épouse le capitaine John Wills. Leur fille Marilyn est une filleule de la princesse Margaret et est demoiselle d'honneur à son mariage en 1960[4] ;
- Andrew Charles Victor Elphinstone (1918-1975), qui épouse Jean Hambro. Sa femme est une dame d'honneur de la reine Élisabeth II[5] ;
- Margaret Elphinstone (en) (1925-2016), qui épouse Denys Rhodes. Elle est demoiselle d'honneur lors du mariage en 1947 de la princesse Élisabeth (la reine Élisabeth II) et du prince Philip (le duc d'Édimbourg).

En 1937, elle assiste au couronnement de sa sœur et de son beau-frère où elle s'est assise derrière sa nièce, la princesse Élisabeth, la future reine, dans la loge royale.
Lord Elphinstone est mort à leur domicile Carberry Tower, Musselburgh, le 28 novembre 1955. Lady Elphinstone, qui est présidente de la branche midlothian de la Croix-Rouge britannique, est décédée le 8 février 1961, âgée de 77 ans, également à Carberry Tower à Inveresk, en Écosse.